# Cantone di Cordes-sur-Ciel
Il Cantone di Cordes-sur-Ciel era una divisione amministrativa dell'arrondissement di Albi.
È stato soppresso a seguito della riforma complessiva dei cantoni del 2014, che è entrata in vigore con le elezioni dipartimentali del 2015.
Comprendeva i comuni di:
- Amarens
- Bournazel
- Les Cabannes
- Cordes-sur-Ciel
- Donnazac
- Frausseilles
- Labarthe-Bleys
- Lacapelle-Ségalar
- Livers-Cazelles
- Loubers
- Mouzieys-Panens
- Noailles
- Saint-Marcel-Campes
- Saint-Martin-Laguépie
- Souel
- Tonnac
- Vindrac-Alayrac